# Everybody (canção de Shinee)
Everybody é o primeiro single do quinto EP da boy band sul-coreana Shinee. É uma canção de gênero complextro-dubstep. Foi incluída como faixa-título em seu quinto EP, Everybody, que foi lançado digitalmente em 14 de outubro de 2013 sob o selo da SM Entertainment e distribuído pela KMP Holdings. Foi escolhida como um dos dois sigles promocionais para o ciclo de promoção, sendo o outro "Symptoms".

## Vídeo musical

Da esquerda para a direita: Onew, Taemin, Jonghyun, Minho e Key.

Em 7 de outubro de 2013 a SM Town revelou em seu canal oficial no YouTube uma imagem teaser do quinto EP do Shinee, Everybody. No dia seguinte, um vídeo teaser da faixa-título foi carregado no mesmo canal. O vídeo da música foi lançado um dia mais tarde, em 9 de outubro de 2013. O vídeo apresentou os meninos em um conceito militar da força aérea, similar ao conceito de suas colegas de gravadora Girls' Generation em "Genie". Foi dirigido por Jang Jae-Hyuk, que afirmou que várias técnicas e equipamentos, como o Steadicam, technocrane e matriz de câmera, foram usadas para filmar o vídeo da música. A coreografia fortemente estruturada da canção foi produzida por Tony Testa que também colaborou com os meninos em seus antigos singles de sucesso, incluindo "Sherlock", "Dream Girl" e "Beautiful". A coreógrafo Gregory Hwang também co-produziu os movimentos da dança.

## Recepção da crítica
O colunista de K-pop da Billboard Jeff Benjamin escreveu "ao encontrar um equilíbrio delicioso de hiperativos EDM e pop stylings é louvável, o ponto mais impressionante no comeback do Shinee em "Everybody" é o coreografia - alguns de 2013 é melhor".
Jakob Dorof da Tiny Mix Tapes escreveu "Everybody é a prova de que, mesmo em uma indústria cultural projetada para minimizar o papel da verdadeira musicalidade, o talento irá encontrar o seu caminho até o topo. SHINee têm sido reverenciado como alguns dos melhores vocalistas e bailarinos ao vivo da música pop, e está prometendo ouvir seus manipuladores profissionais finalmente premiar as habilidades com um conjunto completo de músicas para corresponder".

## Performances ao vivo
A primeira apresentação ao vivo de "Everybody" foi incluída no set-list do Comeback especial do Shinee no Gangnam Hallyu Festival em 6 de outubro de 2013, em Samseong-dong, Seul. As performances foram transmitidas no canal oficial no YouTube da SM Town. A primeira performance ao vivo de transmissão, no entanto, foi através do programa M! Countdown no dia 10 de outubro de 2013. Isso foi seguido por apresentações no Music Bank em 11 de outubro, no Show! Music Core no dia 12 de outubro, no The Music Trend (Inkigayo) em 13 de outubro,  e no Show Champion em 16 de outubro de 2013.

## Desempenho nas paradas
| Gráfico                           | Melhores posições |
| --------------------------------- | ----------------- |
| Gaon Weekly singles               | 1                 |
| Gaon Streaming Singles chart      | 17                |
| Gaon Download Singles chart       | 1                 |
| Gaon Mobile Ringtone chart        | 18                |
| Gaon BGM chart                    | 18                |
| China (Baidu New Singles Top 100) | 28                |